# Acacia infecunda
Acacia infecunda är en ärtväxtart som beskrevs av Molyneux och Forrester. Acacia infecunda ingår i släktet akacior, och familjen ärtväxter. Inga underarter finns listade i Catalogue of Life.